# NGC 6794
NGC 6794 este o galaxie situată în constelația Săgetătorul. A fost descoperită în 24 august 1834 de către John Herschel. Se află la o distanță de 85,79 de megaparseci de Pământ.